# Takenaka
Корпорація Такенака (株式会社竹中工務店, Kabushiki-gaisha Takenaka Kōmuten) - один з п'яти великих генеральних підрядників у Японії. Надає архітектурні, інженерні та будівельні послуги, а її штаб-квартира розташована в Чуо-ку, Осака, Префектура Осака. Корпорація має вісім національних офісів в Японії та закордонні офіси в Азії, Європі та Сполучених Штатах. Компанія залишається під сімейним контролем з моменту заснування корпорації у 1609 році, і наразі її очолює 17-те покоління родини.